# Jarosław Thiel
Jarosław Thiel – polski wirtuoz muzyki dawnej, wiolonczelista barokowy, dyrektor artystyczny Wrocławskiej Orkiestry Barokowej od 2006 r., pierwszy wiolonczelista Dresdner Barockorchester od 2000 r., muzyk FestspielOrchester Göttingen, pedagog. Uczy wiolonczeli barokowej na Akademii Muzycznej w
Poznaniu.

## Dyskografia[2]
- 2012: Mozart: Concert Arias (Bella mia fiamma...)  [NFM / CD Accord]
- 2017: Beethoven - Sonaty op. 5, Wariacje WoO 45 [NFM / CD Accord]